# Нефёдов, Олег Николаевич
Олег Николаевич Нефёдов (род. 1 августа 1974, Кузнецк, Пензенская область) — российский юрист, судья Верховного суда России с 2017 года, председатель судебного состава первой инстанции Судебной коллегии по административным делам Верховного суда РФ с 2023 года. Автор резонансного решения о запрете «движения ЛГБТ» в России.

## Биография
Родился 1 августа 1974 года в Кузнецке, Пензенская область, РСФСР, СССР.
В 1991—1996 года очно обучался в ульяновском филиале Московского государственного университета по специальности «юриспруденция», получил квалификацию «юрист».
С сентября 1996 года по февраль 1999 года работал следователем в прокуратуре Ленинского района Ульяновска, в том числе с июня 1997 года — старшим следователем.
С февраля 1999 года по июль 2004 года работал юрист-консультантом в страховой компании «Ульяновск-АСКО».
С июля 2004 года по ноябрь 2010 года работал судьёй Ленинского районного суда Ульяновска, с декабря 2010 года по ноябрь 2017 года — судьёй Ульяновского областного суда, в том числе с января 2015 года являлся председателем судебного состава судебной коллегии по гражданским делам Ульяновского областного суда.
С ноября 2017 года работает судьёй Верховного суда России: входил в состав Судебной коллегии по административным делам, являлся членом Апелляционной коллегии, а с августа 2023 года является председателем судебного состава первой инстанции Судебной коллегии по административным делам.
По утверждению отраслевого сайта Pravo.ru, перемещался по должностям Верховного суда РФ по представлению председателя Верховного суда Вячеслава Лебедева. По данным этого же сайта Нефёдов рассматривал в Верховном суде преимущественно земельные, экологические и другие материальные споры.
Имеет первый квалификационный класс судьи.

## Известные решения
В мае 2023 года Министерство юстиции России подало иск о ликвидации политической партии ПАРНАС в связи с тем, что ранее суды ликвидировали несколько региональных отделений партии и их стало меньше требуемого законом числа, Нефёдов рассматривал иск и удовлетворил его.
В июне 2023 года политзаключённый Алексей Навальный подал иск к Министерству юстиции России в связи с отказом администрации ИК-6 Мелехово во Владимирской области выдавать ему письменные принадлежности, Нефёдов рассматривал иск, отказал в его удовлетворении и пошутил: «Письменное заявление о выдаче письменных принадлежностей не требуется?».
В ноябре 2023 года Министерство юстиции России подало иск о запрете несуществующего «движения ЛГБТ», иск был рассмотрен Нефёдовым в закрытом режиме за 4 часа, после чего удовлетворён. Семь ведущих правозащитных организаций России раскритировали решение как дискриминационное и ведущее к нарушению прав человека, международные гуманитарные организации Amnesty International и Human Rights Watch назвали решение преследованием ЛГБТ.
В декабре 2023 года журналистка Екатерина Дунцова подала иск к Центральной избирательной комиссии России по оспариванию отказа в регистрации инициативной группы для участия в выборах президента России в 2024 году, Нефёдов рассматривал иск и отказал в его удовлетворении.
В январе 2024 года Навальный подал два иска к Министерству юстиции России, в которых оспаривал несколько пунктов правил внутреннего распорядка исправительных учреждений, Нефёдов рассматривал оба иска и отказал в их удовлетворении.